# Nu fightas vi igen
Nu fightas vi igen (originaltitel: Any Which Way You Can) är en amerikansk actionfilm från 1980 av Buddy Van Horn med Clint Eastwood och Geoffrey Lewis m.fl.

## Handling
Den sorglösa lastbilschaffisen och tuffa slagskämpen Philo Beddoe hamnar tillsammans med sin 80 kilos-orangutang Clyde i ännu mer trubbel när Philo planerar att dra sig tillbaka från fightandet. Men en ny motståndare dyker upp och lockar honom tillbaka ner i fördärvet. Några gangstrar vill dock försäkra sig om att Philo verkligen ska dyka upp till en match och kidnappar därför hans tjej Lynn Halsey-Taylor. 

## Om filmen
Nu fightas vi igen blev liksom föregångaren Den vilda fighten en publikframgång.[källa behövs] Filmen gjorde dessutom så att Eastwoods för tillfället dalande karriär repade sig.[källa behövs]
Ledmotivet till filmen, Any Which Way You Can, spelades in av countryartisten Glen Campbell som även spelade en biroll i filmen.

## Skådespelare (urval)
- Clint Eastwood - Philo Beddoe
- Geoffrey Lewis - Orville Boggs
- Sondra Locke - Lynn Halsey-Taylor
- William Smith - Jack Wilson
- Harry Guardino - James Beekman
- Ruth Gordon - Senovia 'Ma' Boggs
- Michael Cavanaugh - Patrick Scarfe